# Commiphora edulis
Commiphora edulis là một loài thực vật có hoa trong họ Burseraceae. Loài này được (Klotzsch) Engl. mô tả khoa học đầu tiên năm 1883.